# Synaphea whicherensis
Synaphea whicherensis är en tvåhjärtbladig växtart som beskrevs av Alexander Segger George. Synaphea whicherensis ingår i släktet Synaphea och familjen Proteaceae. Inga underarter finns listade i Catalogue of Life.